# Östersjömussla
Östersjömussla (Limecola balthica eller Macoma balthica) är en liten mussla som förekommer i norra Atlanten, inklusive i Nordsjön och i Östersjön. Den finns också i norra Stilla havet. Musslan blir cirka 2,5 centimeter stor och lever nergrävd i sandiga eller leriga bottnar. Dess tomma skal kan hittas uppspolade på stranden.

## Kännetecken
Östersjömusslan blir cirka 2,5 centimeter stor. Beroende på om musslan lever på sandig eller lerig botten så är dess skal tunnare respektive tjockare och det skiljer sig även åt i färg. Musslor som lever på sandiga bottnar har tunna skal som är vita till rosafärgade eller gulaktiga, medan musslor som lever på leriga bottnar har ett tjockare skal som är blåaktigt till mörkrött. Utsidan av skalet har fint antydda koncentriska linjer, utgående från musslans äldsta del, umbo eller den så kallade skalbucklan, som avspeglar musslans tillväxt. Skalets lås saknar sidotänder, men har kardinaltänder. Musslan lever nergrävd i mjuka bottnar, ungefär 3–8 centimeter ner i sedimentet. Den ligger på sidan och har två andningsrör, eller sifoner, som sticker upp ovanför bottenytan. Sifonerna kan vara sex gånger längre än musslan.
Limecola balthica var. nivea

Höger och vänster klaff av samma exemplar:

Höger klaff
Vänster klaff

## Levnadssätt

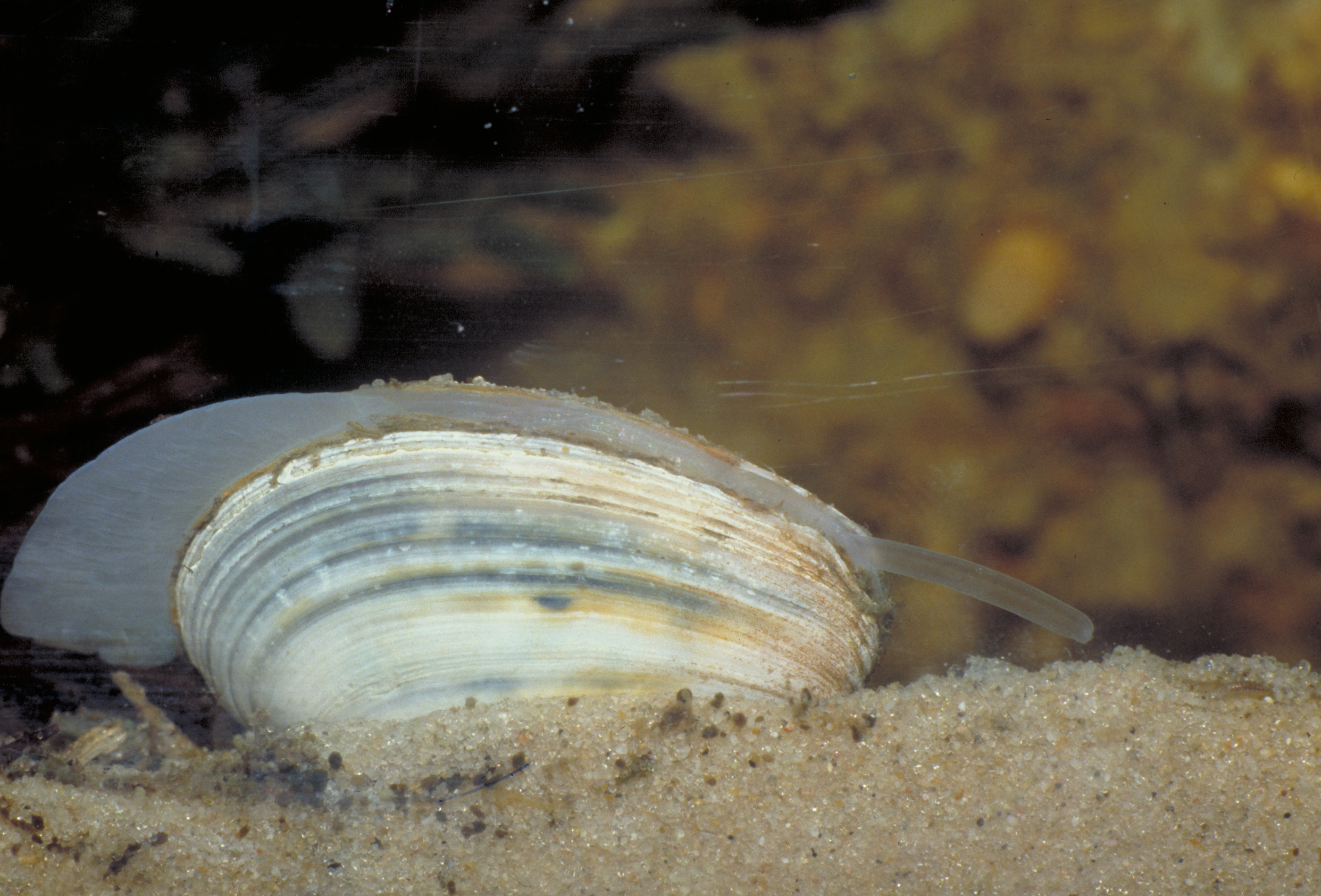

Östersjömusslan är vanlig ner till cirka 30 meters djup, men den kan leva djupare och förekomma på över 100 meters djup. Som djupast har den hittats på 190 meters djup. Den kan förflytta sig genom att dra sig fram och efter den lämnas då ett spår i form av en fåra. Hastigheten som den kan förflytta sig med är omkring en centimeter per minut. Musslan livnär sig antingen som filtrerare eller depositionsätare, mycket beroende på vilken bottentyp den lever på. Musslor som lever på sandiga bottnar livnär sig främst som filtrerare medan musslor som lever på leriga bottnar oftare är depositionsätare. Musslan använder i det senare fallet sifonen för att plocka upp små partiklar av dött organiskt material från bottnen. På dessa partiklar finns många bakterier och det är dessa bakterier som musslan livnär sig på. Musslan är i sin tur viktig föda för många fiskar.
Östersjömusslan fortplantar sig genom att ägg och spermier samtidigt sprutas ut i vattnet. Som larv lever den först en tid fritt i vattnet och sjunker sedan ner mot bottnen där den utvecklas till vuxen mussla. Den unga musslan kan växa med 3 millimeter under ett år. Tillväxttakten beror dock delvis på livsbetingelserna i dess miljö och kan därför variera. Könsmognaden inträffar vid cirka två års ålder då musslan uppnått en längd på cirka 6 millimeter. Musslan blir i grundare vatten vanligen mellan fem och tio år gammal. I djupare och kallare vatten kan den bli äldre, upp till 30 år gammal.